# Йонково
Йонково (болг. Йонково) — село в Болгарии. Находится в Разградской области, входит в общину Исперих. Население составляет 715 человек.

## Политическая ситуация
В местном кметстве Йонково, в состав которого входит Йонково, должность кмета (старосты)с 2015 году исполняет Бейти Сали Али (Обединена България) по результатам выборов.
Кмет (мэр) общины Исперих — с 2015 году исполняет Бейсим Руфат (независимий) по результатам выборов.